# Židovský hřbitov v Podmoklech
Židovský hřbitov v Podmoklech, založený nejspíše kolem roku 1724, leží severozápadně od obce Podmokly v remízku v polích na kopci za kravínem. Vstup tvoří torzo márnice v jižní části areálu. Dochovalo se kolem 30 náhrobků, z nichž nejstarší pochází z roku 1732. V současnosti patří k majetku české Federace židovských obcí.
V obci se nachází také bývalá synagoga.